# Али Карими
Мухамед Али Карими (перс. محمدعلی کریمی; 8. новембар 1978) ирански је фудбалски тренер и бивши фудбалер.
У домаћем првенству је као сениорски играч дебитовао за Фат Техеран, а касније се у домаћем првенству истакао играјући за Персеполис и Ал Ахли. Након тога, провео је две сезоне у Бајерну. До краја каријере се још два пута враћао у Персеполис, а последњи клуб за који је играо био је Трактор Сази. За репрезентацију Ирана је одиграо 127 утакмица и постигао 38 голова, и по оба параметра је међу најбољим играчима у репрезентацији.
Карими се сматра једним од најпопуларнијих иранских, али и азијских фудбалера.

## Трофеји

### Клупски
Персеполис
- Првенство Ирана: 1998/99, 1999/2000.
- Хазфи куп: 1998/99.

Ал Ахли
- Куп УАЕ: 2001/02, 2003/04.

Бајерн Минхен
- Бундеслига: 2005/06.
- Куп Немачке: 2005/06.

Шалке 04
- Куп Немачке: 2010/11.

Трактор Сази
- Хазфи куп: 2013/14.

### Репрезентативни
Иран
- Азијске игре: 1998.